# Светско првенство у атлетици у дворани 2003 — скок удаљ за жене
Скок удаљ у женској конкуренцији на 9. Светском првенству у атлетици у дворани 2003. одржано је 16. марта у Бирмингему (Уједињено Краљевство).
Титулу освојену у Лисабону 2001 није бранила Дон Барел из САД.

## Земље учеснице
Учествовало је 9 такмичарки из 7 земаља.
1. Бразил (1)
2. Грчка (2)
3. Индија (1)
4. Мађарска (1)
5. Русија (2)
6. Украјина (1)
7. Шпанија (1)

## Сатница
| Датум          | Време | Ниво   |
| -------------- | ----- | ------ |
| 16. март 2003. | 13:40 | Финале |

## Освајачи медаља
| Освајачи медаља |              |                 |  |  |  |  |
|                 |              |                 |  |  |  |  |
|                 |              |                 |  |  |  |  |
|                 |              |                 |  |  |  |  |
| Татјана Котова  | Инеса Кравец | Морен Хига Маги |  |  |  |  |
| Русија          | Украјина     | Бразил          |  |  |  |  |

## Рекорди
13. март 2003.
| Рекорди пре почетка Светског првенства 2003.     | Рекорди пре почетка Светског првенства 2003. | Рекорди пре почетка Светског првенства 2003. | Рекорди пре почетка Светског првенства 2003. | Рекорди пре почетка Светског првенства 2003. | Рекорди пре почетка Светског првенства 2003. |
| ------------------------------------------------ | -------------------------------------------- | -------------------------------------------- | -------------------------------------------- | -------------------------------------------- | -------------------------------------------- |
| Светски рекорд                                   | 7,37                                         | Хајке Дрекслер                               | Источна Немачка                              | Беч, Аустрија                                | 13. фебруар 1988.                            |
| Рекорди светских првенстава                      | 7,10                                         | Хајке Дрекслер                               | Источна Немачка                              | Индијанаполис, САД                           | 7. март 1987.                                |
| Најбољи резултат сезоне                          | 6,86                                         | Јулија Акуленко                              | Украјина                                     | Запорожје, Украјина                          | 2. март 2003.                                |
| Афрички рекорд                                   | 6,97                                         | Чиома Аџунва                                 | Нигерија                                     | Ерфурт, Немачка                              | 5. фебруар 1997.                             |
| Азијски рекорд                                   | 6,82                                         | Yang Juan                                    | Кина                                         | Пекинг, Кина                                 | 13. март 1992.                               |
| Северноамерички рекорд                           | 7,13                                         | Џеки Џојнер-Керси                            | Сједињене Државе                             | Атланта, САД                                 | 5. март 1994.                                |
| Јужноамерички рекорд                             | 6,67                                         | Морен Хига Маги                              | Бразил                                       | Бирмингем, Уједињено Краљевство              | 20. фебруар 2000.                            |
| Европски рекорд                                  | 7,37                                         | Хајке Дрекслер                               | Источна Немачка                              | Беч, Аустрија                                | 13. фебруар 1988.                            |
| Океанијски рекорд                                | 6,81                                         | Николе Боегман                               | Аустралија                                   | Барселона, Шпанија                           | 12. март 1995.                               |
| Рекорди после завршетка Светског првенства 2003. |                                              |                                              |                                              |                                              |                                              |
| Најбољи резултат сезоне                          | 6,84                                         | Татјана Котова                               | Русија                                       | Бирмингем, Уједињено Краљевство              | 16. март 2003.                               |
| Јужноамерички рекорд                             | 6,70                                         | Морен Хига Маги                              | Бразил                                       | Бирмингем, Уједињено Краљевство              | 16. март 2003.                               |

### Најбољи резултати у 2003. години
Десет најбољих атлетичарки године у скоку удаљ у дворани пре почетка првенства (14. марта 2003), имале су следећи пласман.
| 1.  | Јулија Акуленко     | Украјина | 6,86 | 2. март     |
| 2.  | Стилијани Пилату    | Грчка    | 6,80 | 4. март     |
| 3.  | Инеса Кравец        | Украјина | 6,79 | 23. фебруар |
| 4.  | Консепсион Монтанер | Шпанија  | 6,78 | 1. март     |
| 5.  | Олга Рубљова        | Русија   | 6,75 | 27. фебруар |
| 6.  | Елва Гулборн        | Јамајка  | 6,74 | 1. март     |
| 6.  | Татјана Котова      | Русија   | 6,74 | 6. март     |
| 8.  | Ники Ксантхоу       | Грчка    | 6,72 | 6. март     |
| 9.  | Ирина Мелникова     | Русија   | 6,68 | 6. март     |
| 10. | Викторија Вершинина | Украјина | 6,63 | 2. март     |

Такмичарке чија су имена подебљана учествују на СП 2003.

## Резултати

### Финале
Такмичење је одржано 16. марта 2003. године у 13:40.,,
| Пласман | Атлетичарка         | Земља    | ЛР    | ЛРС   | #1   | #2   | #3   | #4   | #5   | #6   | Резултат | Белешке     |
| ------- | ------------------- | -------- | ----- | ----- | ---- | ---- | ---- | ---- | ---- | ---- | -------- | ----------- |
|         | Татјана Котова      | Русија   | 7,42о | 6,74  | 6,84 | x    | 6,68 | 6,81 | x    | x    | 6,84     | СРС         |
|         | Инеса Кравец        | Украјина | 7,37о | 6,79  | 6,50 | 6,66 | 6,68 | 6,67 | 6,67 | 6,72 | 6,72     |             |
|         | Морен Хига Маги     | Бразил   | 7,26о | 6,62о | 6,41 | 6,64 | 6,70 | 6,51 | x    | 6,45 | 6.70     | ЈАР, НР, ЛР |
| 4.      | Олга Рубљова        | Русија   | 6,90  | 6,75  | 6,58 | 6,68 | 6,64 | x    | x    | x    | 6,68     |             |
| 5.      | Ники Ксантхоу       | Грчка    | 7,03о | 6,72  | 6,44 | x    | 6,47 | 6,28 | x    | 6,47 | 6,47     |             |
| 6.      | Стилијани Пилату    | Грчка    | 6,80  | 6,80  | x    | 6,42 | 6,47 | x    | x    | x    | 6,47     |             |
| 7.      | Анџу Боби Џорџ      | Индија   | 6,74о |       | 6,25 | 6,40 | 6,40 | x    | x    | x    | 6,40     |             |
| 8.      | Тинде Васи          | Мађарска | 6,86о | 6,61  | 6,15 | 6,34 | 6,38 | 6,26 | 6,15 | 6,39 | 6,39     |             |
| 9.      | Консепсион Монтанер | Шпанија  | 6,89о | 6,78  | 6,34 | 4,77 | 6,20 |      |      |      | 6,34     |             |